# Aristides Phoutrides
Aristides Evangelou Phoutrides (griechisch Αριστείδης Ευαγγέλου Φουτρίδης, auch in der Transkription: Aristidis Evangelu Phutridis, * 17. April 1887 auf der ostägäischen Insel Ikaria; † 26. August 1923 auf Chebeague Island, Maine, Vereinigte Staaten) war ein griechischer Klassischer Philologe und Neogräzist und lehrte bis zu seinem frühen Tod an den Universitäten Harvard und Yale.

## Leben
1905 kam er in die USA. Nach dem 1911 mit dem A.B. und 1915 mit dem Ph.D. abgeschlossenen Studium der Classics an der Harvard University lehrte Phoutrides zunächst bis 1917 an seiner alma mater Griechisch und Lateinisch und dann erneut 1921, ging aber im selben Jahr noch an die Yale University, an der er bis zu seinem frühen Tod 1923 unterrichtete.
Gleich nach seinem Studium begründete er eine der ersten griechischen Studentenorganisationen der USA namens Helikon, die von 1911 bis 1918 bestand. Phoutrides beriet auch die Ikarische Bruderschaft beim Bau einer weiterführenden Schule auf seiner Heimatinsel.
Seine Ehefrau war Margaret Garrison Phoutrides.
Phoutrides war mit dem griechischen Dichter Kostis Palamas befreundet, der ihm, einem Vertreter der puristischen Katharevousa, die griechische Volkssprache (Dimotiki) näherbrachte. Palamas’ Gedichte wurden von ihm ins Englische übersetzt. Phoutrides war auch der erste Philologe in den USA, der bedeutende Beiträge zur neugriechischen Literaturwissenschaft geleistet hat. Darüber hinaus veröffentlichte er eigene Gedichte und zusammen mit Francis Farquhar einen Bildband über den Olymp.

## Veröffentlichungen
Gedichte
- Lights at dawn. Poems. The Stratford Co., 1917.

Übersetzungen ins Englische
- Kostes Palamas: Life Immovable (First Part). Translation, introduction, notes by Aristides E. Phoutrides. Cambridge, Mass.: Harvard University Press, 1919 (online).
- Modern Greek stories. Translated by Demetra Vaka and Aristides Phoutrides, with a foreword by Demetra Vaka. Duffield and Company, New York 1920.
- Kostes Palamas: A Hundred Voices and Other Poems from the Second Part of ‘Life Immovable’. Translation, introduction, notes by Aristides E. Phoutrides. Cambridge, Mass.: Harvard University Press, 1921; auch: London: Humphrey Milford, Oxford University Press, 1921.
- Kostes Palamas: Royal Blossom or Trisevyene. A play. Translation and introduction by A. E. Phoutrides. New Haven: Yale University Press, 1923. Auch: London: Humphrey Milford, Oxford University Press, 1923.
- Kostes Palamas: A Man’s Death. A Story. Translated by D. C. Hesseling, foreword by A. E. Phoutrides. Athens: Printing Office “Hestia”, 1934.

Sonstiges
- Francis P. Farquhar, Aristides E. Phoutrides: Mount Olympus. Illustrated from photographs. Johnck & Seeger, San Francisco 1929.